# Carl Andre
Carl Andre (16. září 1935 – 24. ledna 2024) byl americký minimalistický sochař a básník.

## Život
Narodil se roku 1935 ve městě Quincy v americkém státě Massachusetts. Studoval umění na Phillips Academy v Andoveru. Později krátce sloužil v armádě a roku 1957 se usadil v New Yorku. Již během studií se setkal s malířem Frankem Stellou, s nímž v letech 1958 až 1960 sdílel ateliér. První samostatnou výstavu měl Andre v roce 1965. Jeho manželkou byla umělkyně Ana Mendieta. Po její smrti v roce 1985 byl Andre obviněn z její vraždy, ale nakonec byl zproštěn obvinění.